# بك (متحكم دقيق)

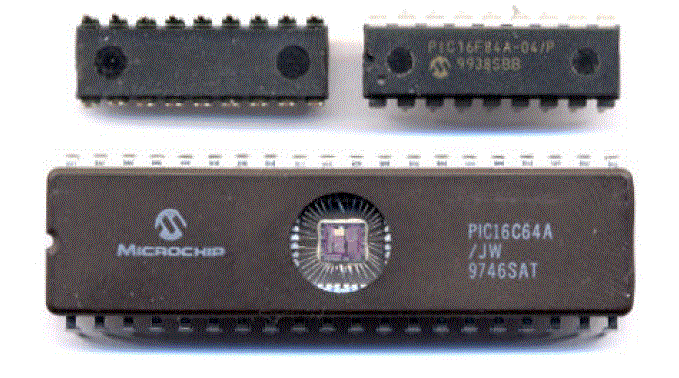
pic's by microship

الميكروكونترولر PIC بالإنجليزية PIC Microcontroller من أشهر أنواع المتحكمات القابلة للبرمجة وهو دائرة متكاملة واحدة single integrated circuit من صنع شركة مايكروشيب microchip وهي صغيرة بما يمكن وضعها في راحة اليد.

## إيجابيات المايكروكنترولر
دوائر الميكروبروسسور microprocessor التقليدية تحتاج إلى أربعة أو خمسة دوائر متكاملة منفصلة وهي: المعالج الدقيق نفسه (CPU) ورقاقة chip ذاكرة برنامج من النوع EPROM وذاكرة من النوع RAM ورابط للدخل ورابط للخرجinput/output interface .
مع الميكروكونترولر PIC فإن جميع هذه الوظائف محتواة داخله أي في رزمة واحدة single package مما يؤدى إلى تخفيض التكاليف وسهولة الاستخدام وتقليص الحجم وتقليص استهلاك الطاقة.
ومثل أي متحكم الميكروكونترولر PIC يمكن استخدامه مثل العقل أو الدماغ ‘brain’ للتحكم في كثير من العمليات التي يتطلبها نظام إلكتروني ما.

## سلبيات المايكروكنترولر
بالمقارنة مع المايكروبروسسورات يعد البيك محدود الإمكانيات والسرعة.

## قابلية البرمجة
يتمتع البيك بذاكرة برنامج من نوع الفلاش وهذا يعني إمكانية إعادة برمجته بعدد من المرات حوالي 1000 مرة.
تتم برمجة البيك بواسطة الحاسوب وباستعمال مبرمجة البيك وهي كثيرة ومتنوعة، منها ما يعمل على منفد اليو اس بي USB ومنها ما يعمل على المنفذ التسلسلي RS-232 ...

## بعض أنواع البيك الأكثر شهرة
- PIC16F84A من أبسط الأنواع وأكثرها تداولا بين الهواة والمبتدئين لديه 18 رجل 13 منها قابلة للإستخدام كدخل/خرج رقمي، ذاكرة برنامح 1K ورام 68بايت و 64 بايت للـ EEPROM .
- PIC16F628A له 18 بين مثل 16F84A لكن ببعض الميزات كذاكرة برنامج 4KB ...
- PIC16F877A له 40 بين

للتحكم في الأجهزة من الضرورى التهيئة لكن لعمل ربط (أو توصيل) interface بينها وبين
الميكروكونترولر PIC ويجب حرق الملف الذي تم فيه ايداع البرمجة.

## مواقع ذات علاقة
- مبادئ PIC16f84 موقع يشرح أساسيات المتحكم PIC مع أساسيات الألكترونيات (موضح بالأشكال)